# Idel-Oeral
Idel-Oeral (Tataars: İdel-Ural, Russisch: Идель-Урал) is de Tataarse benaming voor Wolga-Oeral en wordt gebruikt voor een historisch gebied dat grofweg het federale district Wolga omvat.

## Geschiedenis
Na de machtsovername door de bolsjewieken in de Oktoberrevolutie en in het midden van de Russische Burgeroorlog, werd op 20 november 1917 door een groep van Wolga-Tataren uit gebieden in de Oeral en Siberië in de goebernija (provincie) Kazan en Oefa een onafhankelijk İdel-Ural Ştatı uitgeroepen met als bestuurlijk centrum Kazan. Deze staat verenigde de belangen van de Wolga-Tataren, Basjkieren en Tsjoevasjen en wordt vaak gezien als een poging om het Tataarse kanaat Kazan opnieuw te stichten. 
Er werd een leger opgezet met een militair moslimcomité (VMVS), een regering ingesteld (Milli İdarä) en er werd een delegatie gestuurd naar de Conferentie van Versailles voor de vraag om erkenning. 
De staat werd in eerste instantie alleen door Tataren en Basjkieren gesticht, maar een paar maand later sloten ook andere niet-moslimvolken en naties van niet-Turkse oorsprong zich bij hen aan (Oedmoerten, Mari en Mordvienen). 
In april 1918 had het Rode Leger zich hersteld van eerdere aanvallen en de Vrede van Brest-Litovsk gesloten en veroverde daarop het gebied, om in juli weer eruit gedreven te worden door het Tsjecho-Slowaaks Legioen. In december werd het Witte Leger steeds verder teruggedreven en sloot Idel-Ural zich aan bij dit leger als het 16e Tataarse regiment onder leiding van admiraal Aleksandr Koltsjak. Maar nog dezelfde maand werd het beslissend verslagen en werd de staat ingelijfd bij de Sovjet-Unie.

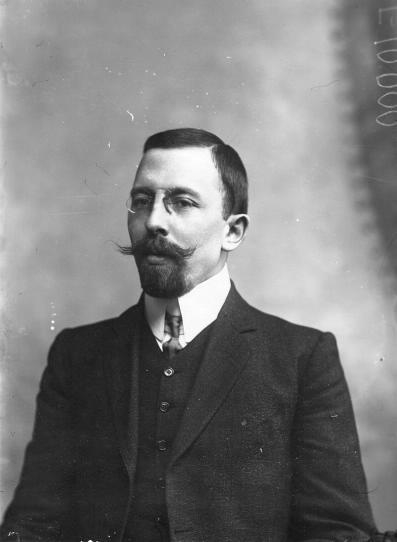
Sadrí Maqsudí

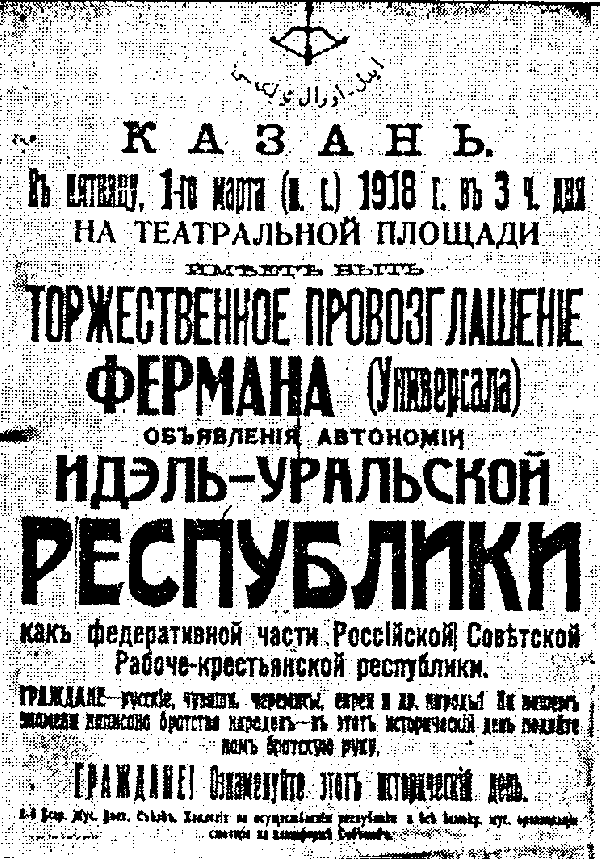
Onafhankelijkheids proclamatie (Russisch)

De president van Idel-Oeral, Sadrí Maqsudí, wist in hetzelfde jaar naar Finland te ontsnappen. Hij werd daar warm ontvangen door de Finse minister van Buitenlandse Zaken, die hem goed begreep omdat hij zelf in de Russische Doema de rechten van Finland voor grondwet en zelfbestuur had moeten verdedigen. De president ontmoette ook een aantal verdreven bestuurders van het ook onder de voet gelopen Estland, voordat hij verder trok naar Zweden, Duitsland en Frankrijk in 1919 om tevergeefs in het Westen steun te vragen voor zijn zaak. 
De communistische overheid onder Stalin gebruikte het verdeel en heerssysteem om toekomstig verzet in de kiem te smoren door het gebied op te delen in verschillende republieken en oblasten. In het gebied rond Kazan werd de Tataarse ASSR gesticht, welk uit een klein gebied rond Kazan bestond en minder dan de helft van de Tataarse bevolking bevatte. 

### Huidig gebruik
Tegenwoordig wordt de naam gebruikt door Tataarse nationalisten, die een onafhankelijke Turkse staat willen. Hun grote historische voorbeeld is Wolga-Bulgarije, naast de Gouden Horde (Altin Urda) en het kanaat Kazan. Zij zien zichzelf dan vaak ook als 'Bulgaren' in plaats van 'Tataren', een benaming die zij een uitvinding noemen van de bolsjewieken.